# Dultbach
Der Dultbach ist ein gut 5,9 Kilometer langer Bach im Gebiet der Gemeinden Gratkorn und Stattegg im Bezirk Graz-Umgebung in der Steiermark. Er entspringt in einem südöstlichen Ausläufer des östlichen Grazer Berglandes, durchfließt den nordöstlichen Teil des Gratkorner Becken und mündet dann von links kommend in die Mur. Auf seinem ersten Abschnitt nach seiner Quelle bildet der Dultbach die Gemeindegrenze zwischen Gratkorn und Stattegg.
Der Dultbach überschwemmt bei stärkeren Regenfällen immer wieder Teile der Gemeinde Gratkorn, weshalb es Pläne für die Errichtung eines Hochwasserschutzes gibt.

## Name
Der Bach tritt 1223 als Thulgen und 1337 als Dulge urkundlich in Erscheinung. Später wird aus Dulgbach in Anlehnung an bair. dult  ='Fest' der heutige Name Dultbach. Der ursprüngliche Name leitet sich von slawisch *Dчlga (rḝka) = 'langer Fluss' ab.

## Verlauf
Der Dultbach entsteht in einem Waldgebiet in einer Geländevertiefung zwischen dem Geierkogel im Norden, dem Schöberlkogel im Osten und dem Rannachbauerkogel im Südosten auf etwa 639 m ü. A. direkt an der Gemeindegrenze zwischen Gratkorn und Stattegg.
Der Bach fließt anfangs durch ein Waldgebiet für etwa 400 Meter ziemlich gerade nach Südsüdwesten und bildet dabei die Grenze zwischen den beiden Katastralgemeinden Gratkorn-St. Veit ob Graz und Stattegg-St. Veit ob Graz. Etwa 290 Meter südöstlich des Hofes Burgstaller biegt der Dultbach auf einen Südwestkurs, auf dem er für rund 540 Meter bis zur Einmündung des von links kommenden Dultgrabens bleibt. Direkt nach der Einmündung des Dultgrabens schwenkt der Bach östlich des Hofes Gsulbauer in seinem Lauf erneut nach Südsüdwesten. Nach rund 2,2 Kilometern verlässt der Dultbach nordwestlich der Rotte Dult den Wald und fließt durch landwirtschaftlich genutzte Flächen mit vereinzelten Häusern sowie am Kloster Maria Rast in Dult vorbei. Nachdem er weitere rund 700 Meter geflossen ist, schwenkt der Verlauf des Dultbaches erneut nach Südwesten. Auf diesem Abschnitt erreicht der das Ortsgebiet von Gratkorn und unterfließt die Pyhrn Autobahn (A 9) sowie die Grazer Straße (B 67). Direkt nach der Grazer Straße fließt er für 150 Meter nach Süden, anschließend für etwa 100 Meter nach Südosten und anschließend erneut nach Südsüdwesten. Etwa 170 Meter vor seiner Mündung erreicht der Dultbach das Gelände der Hackher-Kaserne. Der Dultbach mündet nach gut 5,9 Kilometer langem Lauf mit einem mittleren Sohlgefälle von rund 46 ‰ etwa 270 Höhenmeter unterhalb seines Ursprungs auf dem Gelände der Hackher-Kaserne in die Mur.
Auf seinem Lauf nimmt der Dultbach neben dem Dultgraben einen weiteren unbenannten Wasserlauf auf.
Der Verlauf des Dultbaches bildet auf einer Strecke von etwa 410 Metern die Grenze zwischen den beiden Gemeinden Gratkorn und Stattegg.

## Hochwasser und Hochwasserschutz
Der Dultbach tritt bei stärkeren Regenfällen regelmäßig über die Ufer. Vor allem die Unterführung, welche die der Grazer Straße (B 67), wird dabei immer wieder überschwemmt. Seit dem Beginn der 2000er-Jahre gibt es deshalb Pläne zur Errichtung von Hochwasserrückhaltebecken im Bereich des Dultbaches. Die Staubeckenkommission genehmigte bereits 2013 den Bau eines Rückhaltebeckens, aber die folgenden Grundstücksablösen, Genehmigungen und Begleitmaßnahmen verzögerten die Umsetzung. Ein Baustart im Jahr 2018 scheiterte am politischen Widerstand innerhalb des Gemeinderates von Gratkorn. Zur frühzeitigen Alarmierung der Bevölkerung per SMS vor anstehenden Hochwasserereignissen wurde von der Gemeinde im Juni 2019 zwei Pegelstationen zur Messung der Wassermenge errichtet. Im März 2020 wurde der geplante Hochwasserschutz der mit zwei Rückhaltebecken auf ein Jahrhunderthochwasser ausgelegt ist, schließlich zur Bewilligung eingereicht. Eines der Rückhaltebecken ist beim Dultgraben geplant, während sich das zweite Becken auf Höhe des Klosters Maria Rast in Dult befinden soll. Im Sommer 2021 wurden bei den geplanten Standorten der Rückhaltebecken Probebohrung durchgeführt.

## Kraftwerk
In der Mur, etwas flussabwärts vor der Mündung des Dultbaches, wird seit 2021 das Wasserkraftwerk Gratkorn errichtet. Im Rahmen der Bauarbeiten soll am Dultbach ein mit einer Streichwehr versehenes Einlaufbauwerk errichtet werden, wobei das Wasser durch eine Transportleitung am Murufer entlang in das Unterwasser des Kraftwerkes abgeleitet werden soll.